# Rio Arșița Mare
O Rio Arşiţa Mare é um rio da Romênia afluente do rio Secu, localizado no distrito de Neamţ.